# ケボ
ケボ (Quebo) は、ギニアビサウ南西部に位置する町である。トンバリ州ケボ区に位置し、ケボ区の州都である。